# DJ Kayslay
DJ Kayslay, właśc. Keith Grayson (ur. 14 sierpnia 1966 w Nowym Jorku, zm. 17 kwietnia 2022 tamże) – amerykański didżej.

## Dyskografia
Albumy
- The Streetsweeper, Vol. 1 (2003)
- Streetsweeper Vol. 2: The Pain From The Game (2004)
- The Champions: North Meets South' (oraz Greg Street, 2006)
- More Than Just A DJ (2010)

Single
| Rok  | Utwór                                                                               | U.S. R&B | Album                                        |
| ---- | ----------------------------------------------------------------------------------- | -------- | -------------------------------------------- |
| 2003 | „Too Much for Me” (featuring Nas, Baby, Foxy Brown and Amerie)                      | 53       | Streetsweeper Vol. 1                         |
| 2004 | „Not Your Average Joe” (featuring Fat Joe, Joe Budden and Joe)                      | 63       | Streetsweeper Vol. 2: The Pain From the Game |
| 2004 | „Who Gives A...Where You From” (featuring Three 6 Mafia, Lil Wyte and Frayser Boy)  | 89       | Streetsweeper Vol. 2: The Pain From the Game |
| 2009 | „Blockstars” (featuring Yo Gotti, Jim Jones, Busta Rhymes and Ray J)                | —        | More Than Just a DJ                          |
| 2010 | „Thug Luv” (featuring Maino, Papoose, Red Cafe and Ray J)                           | —        | More Than Just a DJ                          |
| 2011 | „60 Second Assassins” (featuring Busta Rhymes, Layzie Bone, Twista and Jaz-O)       | 89       | Rhyme or Die                                 |
| 2011 | „The Kings of the Streets” (featuring DJ Doo Wop, DJ Khaled and DJ Drama)           | —        | Rhyme or Die                                 |
| 2013 | „About That Life” (featuring Fabolous, T-Pain, Rick Ross, Nelly and French Montana) | 54       | Rhyme or Die                                 |
| 2013 | „Keep Calm” (featuring Juicy J, Jadakiss, 2 Chainz and Rico Love)                   | —        | Rhyme or Die                                 |
| 2014 | „Free Again” (featuring Fat Joe and 50 Cent)                                        | —        | Rhyme or Die                                 |